# 达官营站
达官营站是一个位于中国北京市西城区广安门外街道广安门外大街与莲花河路交叉处东侧，属于北京地铁7号线与16号线的地铁换乘站。7号线部分2014年12月28日随7号线开通投入使用；16号线部分2022年12月31日跟随南段开通投入使用。

## 位置
达官营站位于广安门外大街（东西向）与规划三里河路南延（南北向，目前为莲花河路）交汇处。7号线车站位于交汇口东侧，呈东西走向；16号线车站位于交汇口北侧，呈南北走向。
达官营这一地名的来源则有两种说法，其一为早年镖师（尊称“达官”）聚居处，明清时期西南方向进京的官员或参加贡院考试的学子大多从广安门进城，各省押送进京的官银也需从广安门经过，广安门外有多家护送“官银”的镖局，附近的街巷因此被称为达官营；其二为元代忽必烈定都后在此设立蒙古军营，民众俗称“鞑子营”、“鞑官营”（中原地区民众将蒙古人贬称为“鞑靼”），后改为达官营。

## 车站结构

### 车站楼层
7号线车站为地下双层三跨车站，岛式站台设计，车站工程结构全长235.8米，主体建筑面积10828平方米。16号线车站为地下双层车站，岛式站台设计，站台宽14米。两线站厅间通过换乘厅相连接，实现换乘。
7号线达官营站附属风道结构及湾子站－达官营站区间下穿莲花河，其中风道宽10米，高13米，为北京地铁建设中最大的穿越河道的断面。为防止施工中渗水，施工方对河道进行了防渗材料的铺衬。
| 地面层                            | 街道                            | B—F出入口                        |
| 地下一层 7号线站厅层              | 7号线站厅、换乘厅               | 客务中心、自动售票机、进出站闸机 |
| 地下二层 7号线站台层 16号线站厅层 | 16号线站厅                      | 客务中心、自动售票机、进出站闸机 |
| 地下二层 7号线站台层 16号线站厅层 | █ 7号线往北京西站（湾子）       |                                  |
| 地下二层 7号线站台层 16号线站厅层 | 岛式站台，左側開门              |                                  |
| 地下二层 7号线站台层 16号线站厅层 | █ 7号线往环球度假区（广安门内） |                                  |
| 地下三层 16号线站台层             |                                 | █ 16号线往北安河（木樨地）       |
| 地下三层 16号线站台层             | 岛式站台，左側開门              |                                  |
| 地下三层 16号线站台层             | █ 16号线往宛平城（红莲南路）    |                                  |

### 站厅及换乘

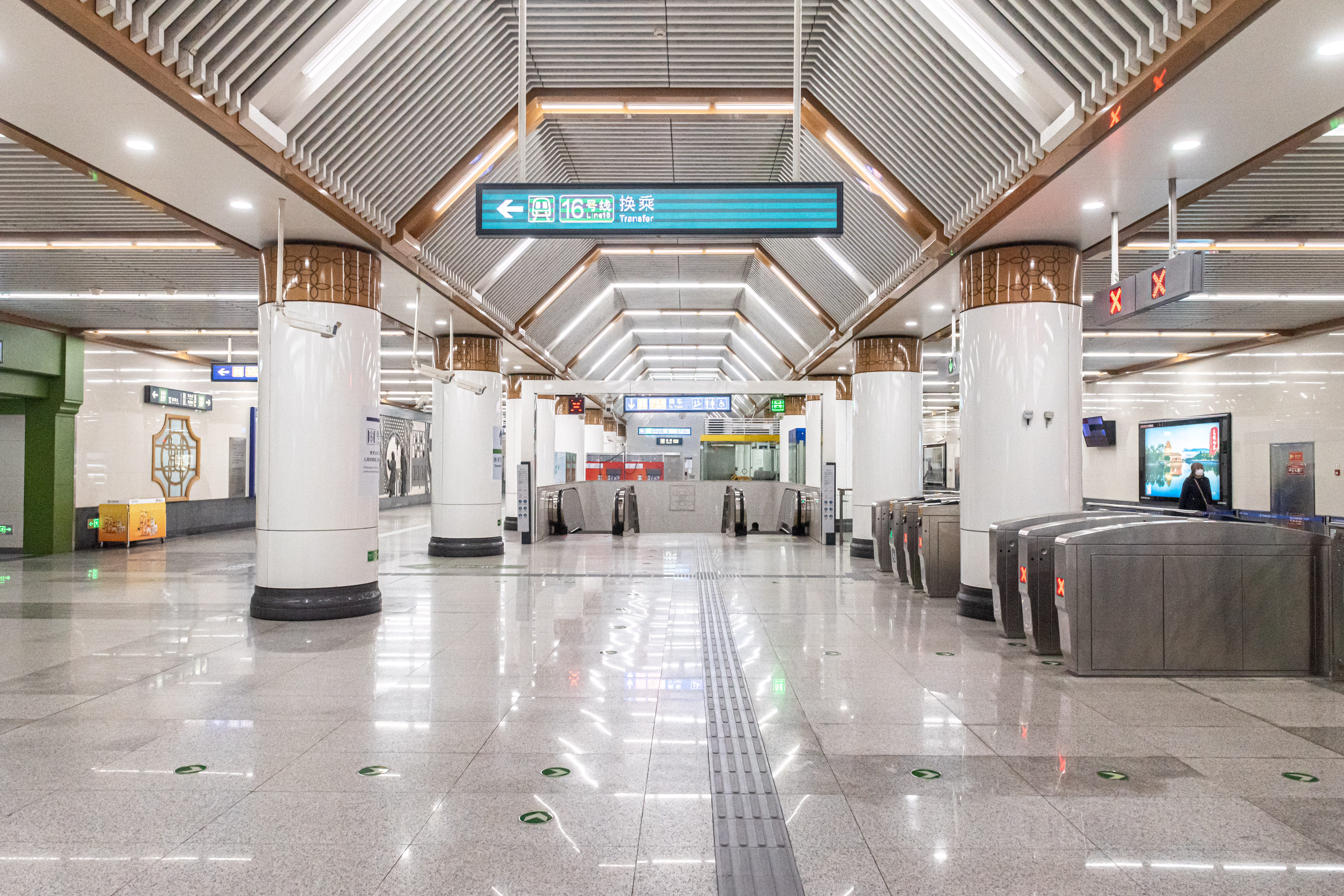
达官营站7号线大堂（2023年11月摄）

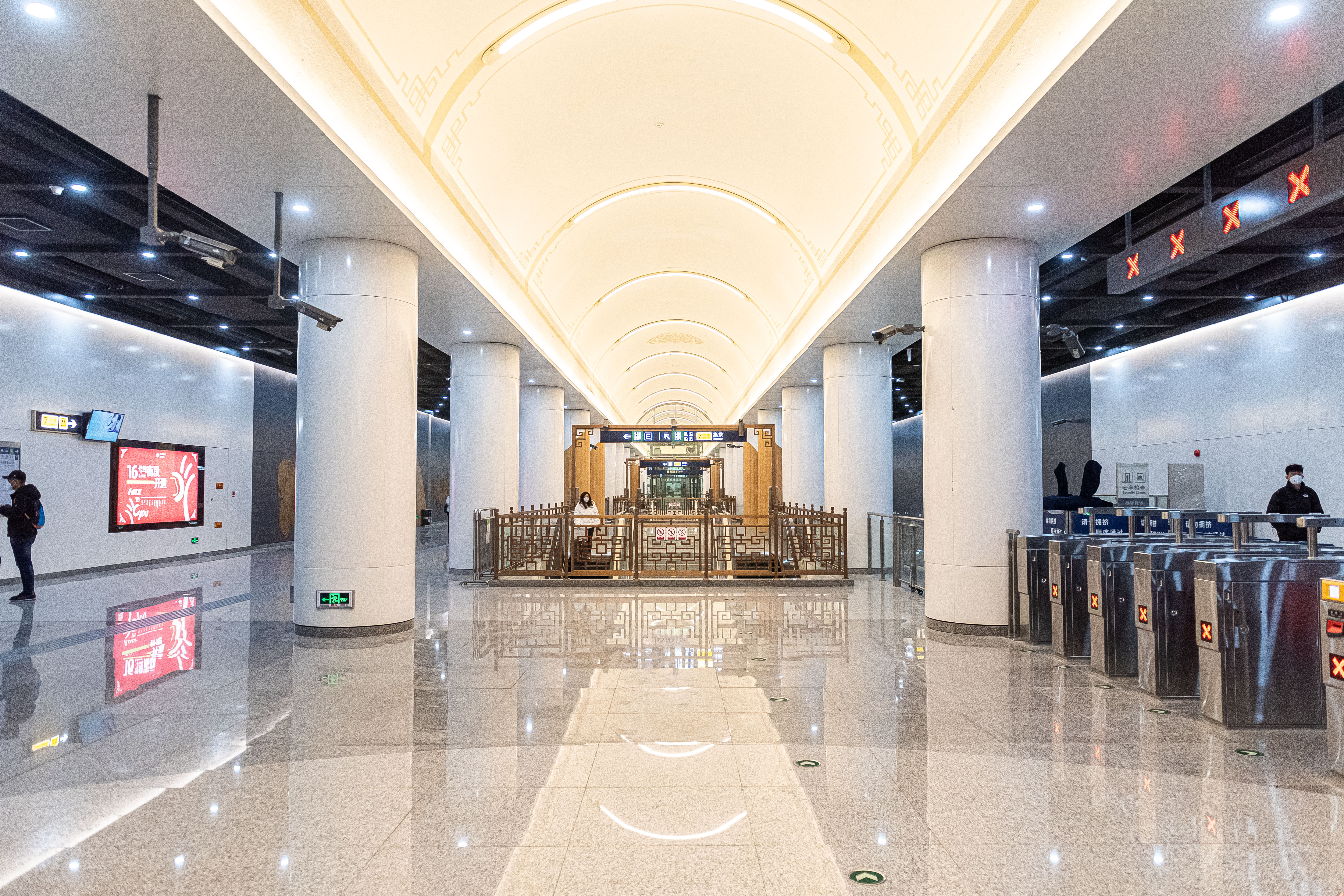
达官营站16号线大堂（2022年12月摄）

达官营站7号线站厅呈东西向布置，位于地下一层，付费区布置在站厅北部。16号线站厅呈南北向布置，位于地下二层，通过东南部的换乘厅连接7号线站厅西北侧，从而与7号线形成L型换乘。

### 站台
达官营站7号线站台位于广安门外大街地底，为岛式站台，有效站台宽度14米，全部站台均设有月台幕門。16号线站台位于国家话剧院西侧路（规划三里河路南延）地底，同样为宽14米的岛式站台。7号线月台东端设有一条存车线。

## 出入口
达官营站目前设有5个出入口，分别是B东北、C东南、D西南、E东北、F东南，其中B、C、E口设有地面至大堂的升降电梯，D口位于三义里一巷。
|                       |              |                                                                        |      |            |
|                       |              |                                                                        |      |            |
| 编号                  | 指示         | 建议前往的目的地                                                       | 照片 | 无障碍设施 |
| 连通 7号线站厅        |              |                                                                        |      |            |
| 出口 · B · 升降机标志 | 广安门外大街 | 广安门外大街、手帕口北街、北京市第十四中学、广华轩小区、中国国家话剧院 |      |            |
| 出口 · C · 升降机标志 | 广安门外大街 | 红居东街、红莲路、手帕口南街、中设大厦、北京希尔顿逸林酒店、越都荟     |      |            |
| 出口 · D              | 广安门外大街 | 广安门外大街、红莲路、广外医院、三义里、马连道南街                     |      | 不適用     |
| 连通 16号线站厅       |              |                                                                        |      |            |
| 出口 · E              | 莲花河路     | 广源小区、北京小学红山学校、莲花河城市休闲公园                         |      |            |
| 连通换乘厅            |              |                                                                        |      |            |
| 出口 · F              | 广安门外大街 | 中国国家话剧院                                                         |      | 不適用     |
| 註： 設有             |              |                                                                        |      |            |

### 车站艺术
达官营站7号线大堂设有题为《人间梦话》的艺术墙，该艺术墙结合话剧中常见的舞美表现手法表现不同的生活场景。16号线车站艺术墙同样以话剧为设计主题，基本设计元素运用了《茶馆》、《四世同堂》等中国近代著名话剧的剧照。